# Amerikai Szamoa az olimpiai játékokon
Amerikai Szamoa az 1988-as nyári olimpiai játékokon vett részt először, azóta valamennyi nyári olimpián szerepelt, illetve egyszer képviseltette magát a téli olimpiai játékokon is, 1994-ben, Lillehammerben.
Eddigi olimpiai szereplésük során sportolói még nem nyertek érmet.
Az Amerikai Szamoai Nemzeti Olimpiai Bizottság 1987-ben alakult meg, a NOB még abban az évben felvette tagjai közé.